# Wolfgang Laib
Wolfgang Laib (ur. 25 marca 1950 w Metzingen) – niemiecki artysta, tworzący dzieła w estetyce zen – jego sztuka jest bliska biologicznym eksperymentom z użyciem materiałów naturalnych, takich jak ryż, kukurydza, pszczeli wosk, pyłki kwiatów.
W 1974 ukończył studia na wydziale medycyny Uniwersytetu w Tybindze. Od tego momentu pracuje wyłącznie jako artysta.
Jako dziecko przeprowadził się wraz z rodziną na wieś do domu otoczonego łąkami i lasem gdzie mieszka i pracuje do dziś. Dzieciństwo i młodość Wolfganga wypełnione były niezliczonymi podróżami, dzięki którym miał okazję poznać wiele kultur pozaeuropejskich, które silnie wpłynęły na jego twórczość. Po zwiedzeniu Turcji, Iranu i Afganistanu zaczął tworzyć swoje pierwsze dzieła sztuki. Milkstone to biała, marmurowa płyta o powierzchni delikatnie wklęsłej, pokryta mlekiem aż do osiągnięcia percepcyjnej niemożliwości dostrzeżenia granicy między kamieniem a mlekiem. Praca ta jest połączeniem organiczności z minerałem, w zupełnie innym wymiarze czasu. Marmur, symbol wieczności, kontrastuje z mlekiem – materią organiczną, która po kilku godzinach fermentuje. Co jakiś czas artysta czyści marmur i nalewa świeże mleko – operacja ta nadaje dziełu sztuki rytm, istnienie w czasie.
W 1977 Laib oddaje się pracom nawiązującym ściśle do natury i jej produktów. Rodzą się pierwsze prace związane z życiową energią. Pyłki przesypane przez sitko na podłogę w galerii, tworzące formy kwadratowe i prostokątne o rozmazanych, często niedostrzegalnych krańcach nakreślają magiczną przestrzeń, zawieszoną pomiędzy organicznością a upływającym czasem.
W 1983 Laib zaczyna prace związane z ryżem. Tak jak Milkstone, te dzieła sztuki odwołują się do koncepcji organiczności połączonej z minerałem, jakim jest marmur, ale nadają nowy wymiar kontemplacji związanej z ważnym symbolem, jakim jest Dom.
W pierwszych swoich pracach Laib wykorzystuje uproszczoną formę domu wykonaną w nieoszlifowanym marmurze, o prostej geometrii. Te oto „chaty” otoczone ryżem mają symboliczne znaczenie obfitości. Reinterpretując tę ideę Laib powtarza formę Domu używając różne materiały, jak aluminium, srebro, drewno.
Punktem kulminacyjnym poszukiwań twórczych Wolfanga Laiba stało się zainteresowanie artysty woskiem pszczelim, materiałem produkowanym przez pszczoły do konstrukcji uli. Substancja ta, to wspaniały przykład architektury „zwierzęcej” – solidna, a zarazem miękka i plastyczna. Metafora, jaką używa Laib konstruując Domy z Wosku odnosi się do żmudnej pracy pszczół przy zbieraniu pyłków, porównywalnej do pracy artysty przy wykonywaniu dzieł sztuki.
Dom z Wosku jeszcze jeden raz ulega reinterpretacji przez artystę, kiedy „chaty”, wywrócone do góry nogami stają się łodziami, archetypem podróży. Dom, symbol stabilności i bezpieczeństwa przekształca się w instrument mobilności. W instalacji You Will Go Somewhere Else łódki zamontowane na wysokich drewnianych stelażach jedna za drugą „płyną” w przestrzeni galerii, zupełnie oderwane od ziemi.